# 日向村 (千葉県)
日向村（ひゅうがむら）は、千葉県山武郡（武射郡）にかつて存在した村である。
現在の山武市の西部にあたる。旧山武町の中心地にあたり、総武本線日向駅、山武市立日向小学校などにその名をとどめる。

## 歴史

### 村名の由来
『武射郡町村分合取調』によれば「日ニ向フ所多キヲ以テ」付けた名とあるが、1926年（大正5年）に編纂された『山武郡郷土誌』では、かつて水野日向守の所領（水野勝長以後の結城藩領）であったことから旧領主の徳を偲んだという、と伝聞形で記されている。

### 沿革
- 1889年（明治22年）4月1日 - 町村制施行に伴い、矢部村、森村、椎崎村、木原村、大木村が合併して武射郡日向村が発足。
- 1897年（明治30年）4月1日 - 山辺郡、武射郡が統合されて山武郡となる。
- 1899年（明治32年）10月12日 - 総武鉄道に日向駅が開業。
- 1907年（明治40年）9月1日 - 総武鉄道が国有化。
- 1954年（昭和29年）
  - 4月1日 - 源村の一部（下布田、植草、雨坪、武勝）を編入。
  - 10月31日 - 大木の一部（大木山、神野）が印旛郡八街町（現八街市）に編入。
- 1955年（昭和30年）1月1日 - 睦岡村と合併し、山武町を新設。同日日向村廃止。
- 2006年（平成18年）3月27日 - 山武町が成東町、松尾町、蓮沼村と合併し、山武市を新設。

## 交通

### 鉄道
- 国鉄（現JR東日本）
  - 総武本線：日向駅